# Distrito de Oudenaarde
El distrito de Oudenaarde (en neerlandés: Arrondissement Oudenaarde; en francés: Arrondissement d'Audenarde) es uno de los seis distritos administrativos de la Provincia de Flandes Oriental, Bélgica. Posee la doble condición de distrito judicial y administrativo. El distrito judicial de Oudenaarde comprende también los municipios de Geraardsbergen, Herzele, Sint-Lievens-Houtem y Zottegem pertenecientes al distrito de Alost.

## Lista de municipios
- Brakel
- Horebeke
- Kluisbergen
- Kruishoutem
- Lierde
- Maarkedal
- Oudenaarde
- Ronse
- Wortegem-Petegem
- Zingem
- Zwalm

- Datos: Q90932